# 葵實野理
葵實野理（1980年3月28日—）是一名日本AV女優。她的皮膚白皙滑嫩，身材惹火，以可愛的娃娃臉著稱，拍片尺度極大，1999年拍攝第一部作品《純女》後，開始大量活躍演出，大部份都是以拍攝制服系列的學生妹、護士、空中小姐為主。葵实曾回憶：“印象中最深的是在吊床上做”、“看到工作人员随便架起的吊床，當時很担心吊床是否承受得住两个人的重量”。2000年5月拍完《激唇》以後便處於半退休狀態，2001年曾短暫復出，之後極少有作品推出。

## 主要作品

### 2000年
- 8

## 事件
她的（《我爱大针筒》）封面照被在中国苏州召开的“第二届世界健康城市联盟大会”误用为大会宣传画，引发争议。

## 外部連結
- （英文） Minori-Aoi.com - Minori Aoi Hardcore Movie Gallery